# كونستانس ليندسي سكينر
كونستانس ليندسي سكينر (بالإنجليزية: Constance Lindsay Skinner)‏ هي ناقدة مسرحية كندية، ولدت في 7 ديسمبر 1877 في كينيل في كندا، وتوفيت في 27 مارس 1939 في نيويورك في الولايات المتحدة.

## وصلات خارجية
- كونستانس ليندسي سكينر على موقع الموسوعة البريطانية (الإنجليزية)
- كونستانس ليندسي سكينر على موقع قاعدة بيانات برودواي على الإنترنت (الإنجليزية)